# Гойское
Гойское (чечен. Гӏой-Йиста) — село в Урус-Мартановском районе Чеченской Республики. Административный центр Гойского сельского поселения.

## География

Гойское сельское поселение на карте Урус-Мартановского района

Село расположено на правом берегу реки Гойта, в 30 км к югу от города Грозного и в 2,5 км к юго-востоку от районного центра — Урус-Мартан, у подножия Лесистого хребта. Через центра села, с востока на запад течёт Аргунский канал.
Ближайшие населённые пункты: на севере — Мичурина и Гойты, на северо-востоке — Старые Атаги, на юго-востоке — Алхазурово, на юге — Гой-Чу (Комсомольское), на юго-западе — Мартан-Чу и на северо-западе — Урус-Мартан.

## История

### В древности
При раскопках в селении обнаружена пряжка «типа Исти-су» периода Кобанской культуры, учёные датируют её VI—V веками до нашей эры.

### XVIII век
Во времена Шейха Мансура и Кавказской войны здесь находились несколько сёл и хуторов: Чинахой-Гойта, Устархан, Масот и др.

### XIX век
После завершения Кавказской войны земли в пределах нынешнего села Гойское были переданы в собственность наиболее отличившимся в столкновениях с отрядами имама Шамиля офицерам, у которых чеченцы впоследствии их выкупали.

### XX век
В 1944 году после выселения чеченцев и упразднения Чечено-Ингушской АССР, хутор Гойст был переименован в Новый хутор.
В 1977 году Указом президиума Верховного совета РСФСР село Новый Хутор было переименовано в Гойское.
В советские годы в селе располагалась центральная усадьба ордена Трудового Красного Знамени совхоза имени Мичурина, знаменитого своими садами. Ежегодно этим хозяйством производилось 8-10 тысяч плодов, много зерна, молока, мяса. Ныне совхоз имени Мичурина имеет официальный статус посёлка сельского типа, в составе Гойского сельского поселения.

## Общие сведения
По селу с востока на запад протекает Промышленный канал — главная артерия подпитки водами реки Аргун Чернореченского водохранилища, служившего источником технической воды для промышленных предприятий Грозного. Часть села Гойское, южнее Промышленного канала и поныне называется Помещик кӏотар — «Хутор помещика».
Вплоть до начала Первой чеченской войны в селе функционировали Дом культуры, средняя школа, лагерь труда и отдыха на 600 мест, два магазина, детский сад, пекарня, ателье, библиотека, столярный цех, мехмастерские. В марте—июне 1996 года российскими войсками под командованием генерала Владимира Шаманова в ходе боев с дудаевскими вооружёнными формированиями Гойское было фактически разрушено. Во время второй чеченской войны село также значительно пострадало.

## Население
| 1990 | 2002  | 2010  |
| ---- | ----- | ----- |
| 1593 | ↗2036 | ↘1943 |